# 小橋宏美
小橋 宏美（こばし ひろみ、1987年1月22日 - ）は、日本の、女優・リポーター。福岡県出身。血液型はB型。過去の所属は松竹芸能、クィーンズアベニューアルファ。

## 出演番組

### 過去
- ターフトピックス（日本中央競馬会）栗東担当のリポーター
- 夕方情報ワイド　とっておき滋賀545（びわ湖放送、毎週月曜〜金曜17:45 - 18:45）リポーター
- 寺谷一紀の彩友記（2007年、スカイ・エー）
- ガールズトーク〜十人のシスターたち〜（2012年10月23日、テレビ朝日） - 菜穂 役
- KEIBAコンシェルジュ（グリーンチャンネル、2013年1月5日 - 2015年12月26日）
- The MONDO Times（MONDO TV）
- KEIBA BEAT（テレビ西日本、2014年8月 - 2016年3月）

### 映画
- 狐が横切るお釈迦様（2008年度大阪芸術大学卒業制作）[1]
- Angel 車椅子の夏（2012年2月26日、名古屋市立大学芸術工学部 映像研究室[2]）

## その他
- 特技・趣味はダンス（Girls HIPHOP）、博多弁、バリスタ、ハンドスプリング[3]。